# Leyenda de los payachatas
La leyenda de los payachatas es una leyenda Inca  que cuenta la historia de dos tribus enemistadas.
Una vez dos tribus se enemistaron. Constantes peleas, discusiones y altercados por las tierras donde vivían hicieron que su convivencia fuera insostenible. El príncipe y la princesa  de los respectivos poblados  caminaban por aquellos lugares y de sorpresa se encontraron. Fue el momento en que ambos fueron flechados y así comenzó el amor de uno por el otro, y pasó a ser mucho más importante que los conflictos que tenían sus pueblos.
Cuando este romance llegó a conocerse entre sus familias, no podían comprender lo que sucedía. El odio que existía imposibilitaba ver que esta relación fuera a traer la paz y la unión de los pueblos.
Los consejeros de cada tribu se afanaron en aconsejar para impedir que estos dos príncipes mantuvieran esta relación de amantes, a través de la magia y otros malabares, sin embargo, no tuvieron éxito.
Era tan grande el amor de esta pareja que hasta la naturaleza sentía pena por ellos. Las nubes y la luna comenzaron a llorar. Los lobos aullaban y las tormentas cayeron sobre las tierras, esta era la advertencia de los dioses para ambas tribus.
Mientras la naturaleza volcaba su fuerza hacia ambos poblados para que cambiaran de actitud, Los jefes y  sacerdotes realizaban toda clase de artilugios para romper con el amor de los jóvenes. Tan inútil fueron los esfuerzos, que los sacerdotes decidieron sacrificarlos para que nunca más llegaran a estar juntos. Este asesinato sucedía una noche sin luna y muy oscura.

## Lagos Chungará y Cota-Cotani
Y una vez más la fuerza de la naturaleza se hizo presente, y llovió y llovió por muchos días y muchas
noches. Las lluvias eran cada vez más intensas y acompañadas de truenos y relámpagos asolaron la región hasta que no quedó nadie... 
Producto de las inundaciones las tribus desaparecieron y en lugar de estas, aparecieron dos hermosos lagos por donde se ha visto pasar en pequeñas canoas a los dos príncipes finalmente juntos.
Los lagos creados por las intensas lluvias fueron llamados Chungará y el Cota-Cotani. Y al lado de estos y como homenaje al amor de estos dos príncipes, aparecieron en el lugar dos tumbas que son los dos volcanes:  El Parinacota y el Pomerape.